# Backmittel
Backmittel (auch Backhilfsmittel) sind flüssige, cremeartige, pulver- oder pastenförmige Substanzen, die dem Teig von Brot oder Backwaren zugesetzt werden. Ihr Einsatz hat den Zweck, die Verarbeitung des Teiges oder einer Masse zu erleichtern, für eine gleichbleibende Produktqualität zu sorgen sowie die wechselnden Verarbeitungseigenschaften der Rohstoffe auszugleichen und die Qualität der Produkte zu erhöhen. Seit 1972 lautet die in Deutschland gesetzlich vorgeschriebene Bezeichnung „Backmittel“, vorher lautete sie „Backhilfsmittel“; in Österreich sind beide Begriffe üblich. Der Unterschied zu Mehlbehandlungsmitteln besteht unter anderem im Einsatzort. Mehlbehandlungsmittel werden in der Getreidemühle zugesetzt, um Weizen- und Roggenmehle möglichst in gleichbleibender Qualität (oder mit besonderer Spezifikation) an Bäckereien und Backwarenhersteller zu liefern.
Typische Bestandteile eines Backmittels für Weizengebäcke sind: Quellmehle, Quellstärken, Hydrokolloide, Emulgatoren, Weizenkleber (Gluten), Malzmehl, Zucker, Phosphate, Enzyme, Ascorbinsäure, Säuerungsmittel, Milchpulver, Molkepulver und Cystein.
Die meisten Bestandteile der Backmittel müssen deklariert werden: wahlweise mit ihrem chemischen Namen oder der zugehörigen E-Nummer. Ausgenommen ist der Verkauf von unverpacktem Gebäck. Hier kann der Kunde allerdings die Liste aller Zusatzstoffe einschließlich Backmittel zur Ansicht verlangen.
Die Backmittel sind unterschiedlich in ihrer Zusammensetzung. Deshalb werden sie in Backwarengruppen oder nach ihrer Wirkung (Konservierung, Frischhaltung) eingeteilt:
- „Backmittel für roggenmehl- und schrothaltige Brote und andere Backwaren“
- „Backmittel für Weizenbrot und feine Backwaren“
- „Backmittel zur Verbesserung der Haltbarkeit und Frischhaltung aller Backwaren“ – zum Beispiel mit Guarkernmehl, Xanthan, Carrageen
- „Backmittel für Brötchen (Hefekleingebäck) – zum Beispiel Enzyme, Emulgatoren, Malz, Ascorbinsäure“
- „Backmittel für Brot – zum Beispiel Teigsäuerungsmittel wie Milchsäure oder Zitronensäure, Quellmehle oder Verdickungsmittel“
- „Backmittel für Toastbrot und Weißbrot – zum Beispiel Traubenzucker, Ascorbinsäure, Enzyme, Emulgatoren“
- „Backmittel für Hefefeingebäcke – zum Beispiel Teigsäuerungsmittel wie Milchsäure, Malzmehl, Amylasen“
- „Backmittel für Sand- und Biskuitmassen – zum Beispiel Aufschlagmittel wie Mono- und Diglyceride von Speisefettsäuren“
- „Backmittel für die Konservierung von Backwaren (Schutz vor Schimmel und gegen Fadenziehen)  – Sorbinsäure, Propionsäure“[2]

Die Anwendungsmengen richten sich nach dem jeweiligen Verwendungszweck der Backmittel und werden vom Backmittelhersteller in den Anwendungsvorschriften angegeben (auch Deklarationspflicht).